# قرقل باغستان
قرقل باغستان (بالقُرَقَلْباغية: Qaraqalpaqstan Respublikası أو Қарақалпақстан Республикасы،(ب[ Qoraqalpog‘iston Respublikasi أو Қоракалпоғистон Республикаси] خطأ: {{اللغة-؟؟}}: النص يحتوي على علامة مائلة (مساعدة)) جمهوريّة أوزبكيّة مستقلّة ذاتيّاً عاصمتها مدينة نكوص، تتموضع غرب أوزبكستان وتبلغ مساحتها ثلث مساحة أوزبكستان، الاسم التاريخي لقرقل باغستان هو خوارزم، كما تعرف في الأدب الفارسي بالاسم «كاث».

## ديموغرافيا
يقدر عدد سكان قرقل باغستان 1,200,000 نسمة، 400,000 منهم قُرَقَلْباغيّون و 400,000 أوزبكيّ و 300,000 كازاخيّ، أكبر مدن قرقل باغستان العاصمة نكوص ومن مدنه: خوجايلي، ميناق، قونغيرات، تشيمباي.

## الاقتصاد
سابقاً وقبل تجفيف بحر آرال كان اقتصاد قرقل باغستان يعتمد على صيد الأسماك أمّا الآن فيعتمد اقتصادها على زراعة الأرز والقطن والبطيخ الأحمر .

## روابط خارجيّة
- موقع وزراة السياحة القرقل باغستانيّة - http://www.karakalpakstan.org
- معرض صور لقرقل باغستان - http://www.karstars.com/photo/20
- قرقل باغستان أونلاين - http://www.kr.uz نسخة محفوظة 22 أكتوبر 2018 على موقع واي باك مشين. (بالروسية)
- رحلات إلى قرقل باغستان - http://www.ayimtour.com
- قرقل باغستان – http://karakalpak.homestead.com
- موسيقى قرقل باغستان – http://berdakb.narod.ru
- منتدى اللغة القرقلباغيّة - http://www.karstars.com/forum
- المركز الإعلامي القرقلباغي - http://www.karstars.com/load
- موقع جمهوريّة قرقل باغستان الرسمي – http://sovminrk.gov.uz/rus/respublika_karakalpakstan/%5Bوصلة+مكسورة%5D (بالروسية)